# Crocidura ichnusae
Crocidura ichnusae es una especie de musaraña de la familia de los soricidae.

## Distribución geográfica
Es endémica de la región mediterránea, dónde vive en las islas de Ibiza, Cerdeña y Pantelaria. Probablemente, también vive en África del Norte, donde su ámbito de distribución cubriría Túnez y el este de Argelia.

## Estado de conservación
El envenenamiento accidental por plaguicidas podría ser un problema para esta especie. Además, la población de Pantelaria podría verse amenazada debido a su exigua distribución territorial.